# Thalerommata margarita
Espèce
Thalerommata margarita est une espèce d'araignées mygalomorphes de la famille des Theraphosidae.

## Distribution
Cette espèce est endémique du département de Magdalena en Colombie,. Elle se rencontre vers Santa Marta.

## Description
Le mâle holotype mesure 15,27 mm et la femelle paratype 23,33 mm.

## Systématique et taxinomie
Cette espèce a été décrite par Osorio, Benavides, García-Atencia et Bertani en 2024.

## Publication originale
- Osorio, Benavides, García-Atencia & Bertani, 2024 : « Three new species of tiny tarantulas of the genus Thalerommata Ausserer, 1875 (Araneae, Theraphosidae) from northern Colombia. » Zootaxa, no 5537(1), p. 95-114.